# Дзвиняч (Івано-Франківський район)
Дзвиня́ч — село Івано-Франківського району Івано-Франківської області, адміністративний центр Дзвиняцької територіальної громади. Перша згадка про село датована 1455 р. Розташоване біля підніжжя Карпатських гір, на автотрасі Солотвин—Івано-Франківськ, за 15 км від Богородчан, за 28 км від найближчої залізничної станції Надвірна. Загальна площа села Дзвиняч — 682,5 га, нараховується 890 дворів, та проживає 2589 осіб.

## Географія
Місцевий ландшафт — це підвищена рівнина, між рівнинною місцевістю і горами. З північного сходу Дзвиняч оточують листяні ліси; тут переважають дуб, береза, осика, вільха, ліщина. На північному заході, у районі Карпат, розкинулися мішані та хвойні ліси. Через село протікає річка Дзвиняч, ліва притока Бистриці Солотвинської. У селі знаходиться Дендропарк імені 40-річчя Перемоги.

## Назва
Про назву села існує декілька давніх легенд. Згідно з однією із них, заможний селянин на ще незаселених полях майбутнього Дзвиняча мав своє господарство. Наймитів на обід скликав примітивним ударним пристроєм, який люди поміж собою називали «дзвін». Його звуки чули і подорожуючі, які тримали шлях на Солотвин (Краснополь) та у Манявський Скит. Вони так і казали: «Йдемо на дзвін». Згодом у мовній практиці витворилася назва — Дзвиняч.
За іншим переказом, перші мешканці поселилися на території сучасного села по обидва береги потічка (зараз його називають Селовий, тобто той, що протікає через село). Колись він був повноводний, не раз під час зливних дощів завдавав збитків людським городам, їхнім обійстям і навіть хатам, а в спокійні погодні дні дзвенів своїми грайливими водами. Люди називали його Звіняч, Дзвиняч. Остання назва поширилась на ціле село.
За твердженням старожилів село нагадує собою величезний дзвін — від чого й пішла назва. Така версія передається з покоління в покоління, яка однак не дає чіткої і вичерпної відповіді на запитання: чим саме село нагадує дзвін — схемою забудови, географічними розташуванням чи якоюсь іншою ландшафтною одиницею.

## Історія
В письмових джерелах Дзвиняч вперше згадується в 1450 році у зв'язку з судовою справою між шляхтичами. У джерелі село названо польським словом Дзвішеніе (Dzwiszenje). Тоді покріпачене населення Дзвиняча змушене було сплачувати панам десятину від бджіл, очкове (по 12 грошей від вулика) і десяту частину врожаю садів. Саме ця дата взята за офіційну, коле йдеться про заснування села.
З посеред 11 пам'ятних місць, які нагадують про героїчне минуле села, найдавнішим є козацька могила. За народними переказами, тут поховані 24 козаки із загону Семена Височана, які загинули під час Хмельниччини, борячись проти панування польських магнатів і шляхти. Довгі роки зі зрозумілих причин вона була зрівняна із землею і відновлена лише у 1990 році старанням сільської «Просвіти».
У другій половині XIX ст. селяни, копаючи колодязі, знайшли великі поклади озокериту, або земного воску. 1870 року в Дзвинячі закладено першу озокеритну шахту, її власниками стали австрійські підприємці Чонка Арпад і Ернест Шлімман. Прибутки від воску зростали, і вже 1884 року тут спорудили ще три шахти. На шахтах працювали переважно дзвиняцькі селяни-бідняки. Становище працівників на таких копанках було нелегким. Робочий день тривав 14—16 годин, а плата була малою. Поклади «гірського воску» у Дзвинячі були одними з найбільш у Галичині. У певні роки Дзвиняч за видобутком цієї породи поступався тільки Бориславу. У 1896 році у селі видобували 350 тонн озокериту, у 1901  — 258,4 т, у 1903  — 507,8 т. На початку XX століття найбільша видобувна компанія у Дзвинячі мала назву «Добра надія» та належала М. Вольфурту (125 робітників); друга за величиною була фірма «Луцца і спілка». З дзвиняцького та бориславського озокериту покрили телеграфний кабель, який проклали з Європи до Америки по дну Атлантичного океану. Також у Дзвинячі в період Австро-Угорщини видобували сірку та був нафтопереробний завод.
До 1990-х років у селі розташовувалась кінцева станція Брошнівської лісової залізниці.
Навесні 2011 року неподалік села, на одній із присадибних ділянок, що примикає до урочища Маськова, виявлено бункер часів Першої світової війни. Підземне приміщення складається з кількох кімнат. Наразі вдалося з'ясувати, що колишній військовий об'єкт облаштований досить добротно — всередині його викладено просмоленими балками, які стягнуті металевими скобами. Фахівці Прикарпатського Національного університету ім.. в. Стефаника та історико-просвітницького товариства «Меморіал», які побували тут, припускають, що це — колишня власність австрійської армії, яка вела в районі села оборонні бої проти російських військ.

## Населення

### Мова
Розподіл населення за рідною мовою за даними :
| Мова            | Кількість | Відсоток |
| --------------- | --------- | -------- |
| українська      | 2460      | 99.68%   |
| російська       | 6         | 0.24%    |
| інші/не вказали | 2         | 0.08%    |
| Усього          | 2468      | 100%     |

## Соціальна сфера
- Дзвиняцький Палац культури (відкрито у 1984 р.).
- Дзвиняцька амбулаторія (функціонує з 1985 року).
- Центр надання адміністративних послуг.[4]

## Відомі люди

### Народились
- Максимів Микола Богданович (1977—2022) — старший солдат збройних сил України, учасник російсько-української війни.
- Степаняк Михайло Дмитрович — провідник ОУН на Західноукраїнських землях (1941—1943), далі — керівник референтури зовнішніх зв'язків Головного Проводу ОУН, довголітній учасник визвольної боротьби, в'язень польських та радянських тюрем і концтаборів. Вулицю, де він жив, офіційно названо його іменем;
- Карабінович Андрій Михайлович — молодший сержант міліції 3 зводу 1 роти батальйону патрульної служби міліції особливого призначення «Івано-Франківськ». Загинув у бою під Іловайськом (Донецька область) під час виходу з оточення. На стіні школи встановлена меморіальна дошка[5];
- Ядвіга Скшинська (Пітула) (народилась 19 червня 1912 року) — польська інженерка, доктор агрономії, одна з небагатьох жінок-пілотів в Польській республіці міжвоєнного часу[6].

### Пов'язані з селом
- Дяченко Михайло Васильович (Марко Боєслав) — референт пропаганди крайового проводу УПА, пропагандист і поет, автор відомої пісні «Рости, рости, черемшино». Він разом з кількома побратимами підірвав себе гранатами, щоб не здатися ворогу. Сталося це 22 лютого 1952 року[7].
- Дрогомирецький Михайло Федорович («Захар», 1930 — 22.02.1952) — народився в с. Боднарів Калуського р-ну. В підпіллі з 1949 р. Охоронець крайового референта пропаганди «Гомона». Загинув у бункері « Чорна печера» в урочищі Хубена поблизу с. Дзвиняч[7].
- Семанів Йосип («Сміливий», 1928 — 22.02.1952) — народився в с. Підпечари Тисменицького р-ну. В підпіллі з 1948 р. Охоронець крайового референта пропаганди «Гомона». Загинув у бункері «Чорна печера» в урочищі Хубена поблизу села Дзвиняч[7].
- Свідрук Марта Іванівна («Настя Черемшина», «Марійка»; 9.03.1928 — 22.02.1952) — народилася у м. Надвірна. Друкарка крайового референта пропаганди «Гомона». Загинула у бункері «Чорна печера» в урочищі Хубена поблизу села Дзвиняч[7].
- Онуфрак Онуфрій Васильович («Орест», «Деркач» «0-30»; 1927 — 22.02.1952) — народився в с. Зелена Надвірнянського р-ну. У підпіллі з 1944 р. Кущовий ОУН, охоронець районного референта пропаганди Надвірнянщини « Тугара», охоронець крайового референта пропаганди «Гомона», районний провідник ОУН Солотвинщини (06.1951—02.1952). Загинув у бункері «Чорна печера» в урочищі Хубена поблизу села Дзвиняч[7].
- Фесюк Михайло Петрович («Чумак», 9.11.1929 — 22.02.1952) — народився в с. Жураки Богородчанського р-ну. У підпіллі з 1949 р. Охоронець кущового «Променя». Загинув у бункері «Чорна печера» в урочищі Хубена поблизу села Дзвиняч[7].
- Марковецький Юрій Антонович («Промінь», 23.02.1920 — 20.05.1952) — народився в с. Жураки Богородчанського р-ну. Член ОУН, станичний ОУН с. Жураки, кущовий ОУН у Солотвинському р-ні. Загинув у сутичці з опергрупою УМҐБ у селі Дзвиняч[7].
- Костюк Іван Євстахович («Степан», 1921 — 20.05.1952) — народився в с. Діброва Богородчанського р-ну. Вояк УПА, охоронець майора « Сокола». Загинув у сутичці з опергрупою Солотвинського РВ УМҐБ у селі Дзвиняч[7].

Кожного року дзвинячани вшановують пам'ять про загиблих у день їх смерті і на свято Покрови, 14 жовтня.